# Balkan Inc.
Balkan Inc. je slovenska-hrvaška-srbska televizijska kriminalna nadaljevanka, ki je bila premierno predvajana leta 2006.
Serija je skupni projekt treh držav in sama serija je bila posneta v Ljubljani, Beogradu in Zagrebu. Produkcija je nastala kot sodelovanje slovenske POP TV, hrvaške TV NOVA in srbske TV PINK, medtem ko je izvršni producent VPK Zagreb.
Serija je nastala na podlagi romanov Bela jutra in Marševski korak.

## Vsebina
Zgodba se odvija okoli Marka Prilike-Čensa (igra Aleksandar Cvjetković), ki je kriminalist-policist v Zagrebu. Čens tako raziskuje delovanje mafije na področju bivše SFRJ in vpletenosti različnih državnih uradnikov.

## Igralci
- Ivo Ban kot Lord
- Ivan Brkić kot Momo Desnica
- Aleksandar Cvjetković kot Čens
- Nina Ivanič kot Monika
- Nives Ivanković kot Duda
- Tina Gorenjak kot Urška
- Goran Grgić kot Žac Lisjak
- Damir Markovina kot Boško
- Boris Mihalj kot Primož
- Mustafa Nadarević kot Bero
- Stjepan Perić kot Diler
- Matija Vastl kot Bernard
- Sanja Vejnović kot Renata Lisjak
- Mladen Vulić kot Brko
- Branko Završan kot Boss